# الذنيب (تعز)
الذنيب هي إحدى قرى الجمهورية اليمنية. وهي تتبع جغرافيًا لمحافظة تعز. وإداريًا لمديرية خدير. يبلغ تعداد سكانها 1043 نسمة حسب الإحصاء الذي جرى عام 2004.